# Karim Guédé
Karim Abdul-Jabbar Guédé (Hamburg, 7 januari 1985) is een Slowaaks voormalig voetballer van Duitse afkomst die doorgaans speelde als middenvelder. Tussen 2003 en 2019 speelde hij voor Concordia Hamburg, Hamburger SV II, FC Petržalka, Slovan Bratislava, SC Freiburg en SV Sandhausen. Guédé maakte in 2011 zijn debuut in het Slowaaks voetbalelftal en kwam uiteindelijk tot veertien interlands.

## Clubcarrière
Guédé werd in Hamburg geboren als zoon van een Togolese moeder en een Franse vader. Nadat hij gespeeld had voor Concordia Hamburg en Hamburger SV II, vertrok hij naar het buitenland om te gaan spelen bij FC Petržalka. Bij die club maakte hij op 9 september 2006 zijn debuut, tijdens een 4–0 nederlaag tegen AS Trenčín. Hij speelde bij die club ook nog een tijd als verdediger mee en hij won de dubbel in het seizoen erop. In januari 2010 vertrok Guédé naar Slovan Bratislava, waar hij in zijn eerste seizoen de Slowaakse beker won. Het seizoen erna wist hij opnieuw de dubbel binnen te halen. Na vijf jaar in Slowakije kreeg hij een paspoort van het land en ging hij interlands spelen onder bondscoach Vladimír Weiss. In januari 2012 vertrok hij toch terug naar zijn geboorteland; SC Freiburg nam de middenvelder voor een paar ton over. In april 2017 werd de verbintenis van Guédé met een jaar verlengd tot medio 2018. Na afloop van dit contract stapte de middenvelder transfervrij over naar SV Sandhausen, waar hij voor één jaar tekende. Na één seizoen bij Sandhausen zette Guédé een punt achter zijn actieve loopbaan.

## Interlandcarrière
Zijn debuut in het Slowaaks voetbalelftal maakte Guédé, die even daarvoor genaturaliseerd werd tot Slowaaks staatsburger, op 10 augustus 2011, toen er in een vriendschappelijk duel met 1–2 gewonnen werd van Oostenrijk. Van bondscoach Vladimír Weiss mocht de middenvelder in de basis beginnen. Na een uur spelen kwam Filip Šebo voor Guédé in het veld.
| Interlands van Karim Guédé voor Slowakije | Interlands van Karim Guédé voor Slowakije | Interlands van Karim Guédé voor Slowakije | Interlands van Karim Guédé voor Slowakije | Interlands van Karim Guédé voor Slowakije | Interlands van Karim Guédé voor Slowakije | Interlands van Karim Guédé voor Slowakije |
| №                                         | Datum                                     | Wedstrijd                                 | Uitslag                                   | Competitie                                | Goals                                     |                                           |
| Als speler bij Slovan Bratislava          | Als speler bij Slovan Bratislava          | Als speler bij Slovan Bratislava          | Als speler bij Slovan Bratislava          | Als speler bij Slovan Bratislava          | Als speler bij Slovan Bratislava          | Als speler bij Slovan Bratislava          |
| ----------------------------------------- | ----------------------------------------- | ----------------------------------------- | ----------------------------------------- | ----------------------------------------- | ----------------------------------------- | ----------------------------------------- |
| 1                                         | 10 augustus 2011                          | Oostenrijk – Slowakije                    | 1 – 2                                     | Vriendschappelijk                         |                                           |                                           |
| 2                                         | 2 september 2011                          | Ierland – Slowakije                       | 0 – 0                                     | EK 2012 kwalificatie                      |                                           |                                           |
| 3                                         | 6 september 2011                          | Slowakije – Armenië                       | 0 – 4                                     | EK 2012 kwalificatie                      |                                           |                                           |
| 4                                         | 7 oktober 2011                            | Slowakije – Rusland                       | 0 – 1                                     | EK 2012 kwalificatie                      |                                           |                                           |
| Als speler bij SC Freiburg                |                                           |                                           |                                           |                                           |                                           |                                           |
| 5                                         | 26 mei 2012                               | Polen – Slowakije                         | 1 – 0                                     | Vriendschappelijk                         |                                           |                                           |
| 6                                         | 30 mei 2012                               | Nederland – Slowakije                     | 2 – 0                                     | Vriendschappelijk                         |                                           |                                           |
| 7                                         | 16 oktober 2012                           | Slowakije – Griekenland                   | 0 – 1                                     | WK 2014 kwalificatie                      |                                           |                                           |
| 8                                         | 14 november 2012                          | Tsjechië – Slowakije                      | 3 – 0                                     | Vriendschappelijk                         |                                           |                                           |
| 9                                         | 6 september 2013                          | Bosnië en Herzegovina – Slowakije         | 0 – 1                                     | WK 2014 kwalificatie                      |                                           |                                           |
| 10                                        | 11 oktober 2013                           | Griekenland – Slowakije                   | 1 – 0                                     | WK 2014 kwalificatie                      |                                           |                                           |
| 11                                        | 15 oktober 2013                           | Letland – Slowakije                       | 2 – 2                                     | WK 2014 kwalificatie                      |                                           |                                           |
| 12                                        | 19 november 2013                          | Gibraltar – Slowakije                     | 0 – 0                                     | Vriendschappelijk                         |                                           |                                           |
| 13                                        | 23 mei 2014                               | Slowakije – Montenegro                    | 2 – 0                                     | Vriendschappelijk                         |                                           |                                           |
| 14                                        | 4 september 2014                          | Slowakije – Malta                         | 1 – 0                                     | Vriendschappelijk                         |                                           |                                           |

## Erelijst
| Competitie        | Aantal            | Jaren             |                   |                   |
| Slovan Bratislava | Slovan Bratislava | Slovan Bratislava | Slovan Bratislava | Slovan Bratislava |
| ----------------- | ----------------- | ----------------- | ----------------- | ----------------- |
| Fortuna Liga      | 1                 | 2010/11           |                   |                   |
| Slovenský Pohár   | 2                 | 2009/10, 2010/10  |                   |                   |
| SC Freiburg       |                   |                   |                   |                   |
| 2. Bundesliga     | 1                 | 2015/16           |                   |                   |